# Любінь-Великий
Лю́бінь-Вели́кий — проміжна залізнична станція Львівської дирекції Львівської залізниці.
Розташована у смт Великий Любінь Городоцького району Львівської області на лінії Оброшин — Самбір між станціями Ставчани (11 км) та Комарно (8 км).

## Історія
Станцію відкрито 27 серпня 1903 року при відкритті руху на залізниці Львів — Самбір. Станція виникла під такою ж назвою.
Електрифікована 1967 року у складі залізниці Львів — Самбір. На станції зупиняються приміські електропотяги та потяг Львів — Солотвино.